# Памятник Ленину на Калужской площади
Памятник В. И. Ленину установлен в 1985 году в Москве в центре Октябрьской площади. Авторы памятника — скульпторы Л. Е. Кербель, В. А. Фёдоров, архитекторы Г. В. Макаревич, А. Б. Самсонов. Он является самым крупным памятником Ленину в Москве.

## История
Памятник В. И. Ленину изготавливался в достаточно сжатые сроки. Эскиз проекта был утверждён в январе 1984 года, а рабочая модель — в марте. Изготовлением памятника занималось Всесоюзное производственно-художественное объединение имени Е. Вучетича. Бронзовая скульптура В. И. Ленина была изготовлена на ленинградском заводе «Монументскульптура». Она представляет собой авторскую копию памятника Ленину в Биробиджане, установленного в 1978 году.
Каменный монолит для постамента памятника был привезён с Украины. После обработки на Мытищинском заводе художественного литья имени Е. Ф. Белашовой монолитная колонна постамента весом 360 тонн была доставлена на место тележкой, имевшей 128 колёс. Памятник был торжественно открыт 5 ноября 1985 года Генеральным секретарём ЦК КПСС Михаилом Горбачёвым.
Вскоре после августовских событий 1991 года в Москве, поражения ГКЧП и победы российского руководства во главе с президентом РСФСР Ельциным, 24 августа 1991 года, около 20 часов на Октябрьской площади несколько сотен человек пытались снести памятник Ленину, но им это не удалось. Памятник слишком тяжёлый, и сдвинуть его с места оказалось не по силам. Сносить его было небезопасно: внизу проходит автомобильный тоннель, и неосторожные действия могли привести к его обрушению. Прибывшие на место депутаты пообещали собравшимся, что судьба памятника будет определена на Моссовете. В итоге Ленин так и остался стоять на Октябрьской площади, несмотря на то, что многие памятники советским вождям подверглись демонтажу. Памятник Владимиру Ленину на Октябрьской, как и Карл Маркс на Театральной площади, выдержал натиск митингующих, но оба были изрядно исписаны лозунгами и всевозможными осуждающими надписями.
После распада СССР, в 1992 году Октябрьская площадь вновь обрела прежнее название — Калужская.
Во время октябрьских событий 1993 года на Калужской площади у памятника Ленину проходил митинг оппозиции в поддержку российского парламента.
Ныне здесь деятели Коммунистической партии устраивают митинги в памятные даты советского времени.
Не обходится и без скандалов. 22 апреля 2010 года, к 140-летию со дня рождения Ленина, когда коммунисты готовились возлагать цветы и венки к подножию памятника, некие вандалы залили памятник краской.
В 2018 году депутатами муниципального округа Якиманка от партии «Яблоко» вместе с главой Совета Андреем Моревым был инициирован местный референдум по ряду вопросов, в том числе и о переносе памятника Ленину с Калужской площади в парк «Музеон». Но в итоге Замоскворецкий суд Москвы отменил решение совета депутатов о проведении референдума.

## Описание
Высота монумента составляет 22 м. На вершине цилиндрической колонны из красного полированного гранита установлена бронзовая статуя В. И. Ленина в полный рост. Его фигура устремлена вперёд, взгляд обращён вдаль. Пальто Ленина расстёгнуто, одна пола откинута ветром назад, правая рука — в кармане пиджака.
В основании постамента — многофигурная композиция, включающая революционных солдат, рабочих и матросов различных национальностей. Над ними — женщина на фоне развевающегося флага, олицетворяющая Революцию. Позади постамента фигура женщины с двумя детьми, олицетворяющая тылы революции. У старшего мальчика в руке революционные газеты.